# Tim Rodenburg
Tim Rodenburg (14 september 1994) is een Nederlands voormalig wielrenner die in februari 2017 zijn carrière afsloot bij Destil-Jo Piels Cycling Team.

## Carrière
In 2014 werd Rodenburg, achter Steven Lammertink en Mike Teunissen, derde op het nationale kampioenschap tijdrijden voor beloften. In april 2015 werd hij negende in de door Jasper Bovenhuis gewonnen Arno Wallaard Memorial. Twee maanden later werd hij wederom derde op het nationale kampioenschap tijdrijden, ditmaal achter Lammertink en Martijn Tusveld. Na twee derde plaatsen won Rodenburg de titel in 2016, door Pascal Eenkhoorn en Jan-Willem van Schip respectievelijk twee en vier seconden voor te blijven.
In februari 2017 besloot Rodenburg, vanwege motivatieproblemen, zijn carrière te beëindigen.

## Overwinningen
2016
 Nederlands kampioen tijdrijden, Beloften

## Ploegen
- 2015 –  Cyclingteam Jo Piels
- 2016 –  Cyclingteam Jo Piels
- 2017 –  Destil-Jo Piels Cycling Team (tot 28-2)